# 2019年突尼西亞總統選舉
2019年突尼斯總統選舉於2019年9月15日（星期日）舉行。由於無候選人取得過半數票，於2019年10月13日舉行次輪投票。本次選舉因前總統贝吉·卡伊德·埃塞卜西在任內逝世而提早舉行。本次選舉有26位候選人，是2011年茉莉花革命以來的第二次總統直選。
9月17日，突尼斯最高独立选举委员会公布了首轮选举计票结果。独立参选的凯斯·赛义德获得18.4%的选票，突尼斯之心党创始人纳比勒·卡鲁伊得票率为15.58%，二人位居得票率前两位。
此次选举投票率为49%，较上一届总统选举的投票率下降了15个百分点。由于无人获得50%以上选票，需举行第二轮选举，凯斯·赛义德与纳比勒·卡鲁伊两人将在第二轮选举中决胜。